# 乾式製錬
乾式製錬（かんしきせいれん、または乾式冶金）は、金属製錬工学の一分野である。原料である鉱物や精鉱を熱処理することで、物理的あるいは化学的に変化させ、有用な金属を回収する。  乾式製錬における産物は、純金属やさらに処理が必要な中間化合物、合金として販売される。乾式製錬の対象となる金属は、比較的活性の低い鉄や、亜鉛、クロム、錫、マンガンなどであり、これらの酸化鉱や硫化鉱が利用される。
乾式製錬プロセスは、一般的に以下のように分類される。
- か焼
- 焙焼
- 溶融製錬（溶錬）
- 精製

ほとんどの乾式製錬プロセスは、反応するのに必要な温度を維持するためにエネルギーの投入が必要である。エネルギーは、通常は燃焼か電熱で与えられる。原料中に発熱反応によってプロセスの温度を維持できるような成分が含まれている場合(燃料や電熱の追加が不要である場合)には、プロセスは「autogenous」であると言われる。硫化鉱によっては、それ自身の燃焼性によって反応に必要なエネルギーをまかなえる。

## か焼
か焼は、物質の熱分解である。例としては、水酸化物の分解があり、鉄で言うと水酸化鉄は酸化鉄と水蒸気に分解する。炭酸カルシウムの熱分解では、酸化カルシウムと二酸化炭素になる。炭酸鉄の場合も酸化鉄が得られる。
CaCO3  →  CaO  +  CO2
か焼プロセスは、シャフト炉やロータリーキルン、流動床炉といった様々な形式の炉で行われる。

## 焙焼
焙焼は、加熱による気固反応であり、酸化や、塩化、硫酸化、加水分解などを起こす。
焙焼の一般的な例としては、金属硫化鉱の酸化がある。金属硫化物は空気の存在下で加熱され、空気中の酸素が硫化物と反応し、二酸化硫黄ガスと金属酸化物の固体が生成される。
焙焼により生成した固体は「焼鉱」と呼ばれることがある。酸化焙焼の温度とガスの条件により、供給される酸化鉱が完全に酸化されるとき、「完全焙焼」と呼ぶ。反射炉や電気炉で前処理される場合には、供給される精鉱を完全に酸化させるのに必要な量の酸素を与えず焙焼する場合もある。これは硫黄が部分的にしか取り除かれないため「部分焙焼」と呼ばれる。硫化鉱を酸化物にするのではなく硫酸塩になるように温度とガスの条件を調整すると、「硫酸化焙焼」をすることができる。温度とガスの条件を調整することで、いくつかの金属の硫化物を含む精鉱(例えば硫化銅と硫化鉄の両方が含まれている)に対して、一つの金属は硫酸塩にし、他の金属は酸化物にするといった焙焼ができる。これは「選択硫酸化焙焼」と呼ばれる。

## 溶融製錬
溶融製錬（略して、溶錬ともいう）では、少なくとも一つの融体相中で熱を加えて目的の反応を行わせる。
金属酸化物はコークスや木炭といった炭素を加えて加熱することにより、溶錬される。炭素が還元剤となり、金属酸化物から酸素を取り除き二酸化炭素とするつことで、粗金属が残される。現在心配されることとしては、温室効果ガスである二酸化炭素ガスが発生されることのみである。
炭酸鉱は木炭で溶錬されるが、事前に煆焼が必要な場合もある。
その他の物質を溶剤(フラックス)として加える必要がある場合もある。溶剤は酸化鉱の融解と、不純物と反応することによるスラグの生成を助ける。溶剤としては、ケイ素化合物等が利用される。
溶錬は金属の融点を超えた温度で行われるのが普通であるが、鉱石とその他の装入物により、プロセスは様々である。

## 乾式精製
乾式精製(または、乾式精錬ともいう)は、加熱することにより、粗金属から不純物を取り除くプロセスである。乾式精製には多くの種類のプロセスがあり、利用される炉やプラントも様々である。
「精製」という用語は電解プロセスを指すのにも使われる。乾式製錬における精製が、乾式精製と呼ばれる。